# 根竹园
根竹园是位于中国广东省广州市从化区江埔街道的一个自然村。属禾仓村管辖。清嘉庆年间建村。因村建村时有根竹成园而得名根竹园。2015年时，户籍人口93人。